# Dekanat Rottweil
Das Dekanat Rottweil ist eines von 25 Dekanaten in der römisch-katholischen Diözese Rottenburg-Stuttgart und besteht aus 12 Seelsorgeeinheiten und 54 Kirchengemeinden. Der Dekanatssitz befindet sich in Rottweil. Das Dekanat wurde im Jahre 2006 als Zusammenschluss der Altdekanate Rottweil und Oberndorf gebildet und deckt sich flächenmäßig zu den Teilen mit dem Landkreis Rottweil, die bis 1945 zum Land Württemberg gehörten. Die früher badischen Gemeinden Schenkenzell und Schiltach gehören zum Dekanat Offenburg-Kinzigtal, Tennenbronn zum Dekanat Schwarzwald-Baar. Die früher zu den Hohenzollernschen Landen gehörenden Orte Fischingen und Glatt sind dem Dekanat Zollern zugeordnet. Die einst ebenso hohenzollernsche Pfarrei St. Gallus (Wellendingen-Wilflingen) des Erzbistums Freiburg ist inzwischen Teil der Seelsorgeeinheit 5 des Dekanats Rottweil. 
Der 1972 erfolgte Zusammenschluss der ehemals badischen Stadt Villingen im Schwarzwald mit dem württembergischen Schwenningen am Neckar zur Doppelstadt Villingen-Schwenningen wurde kirchlicherseits nicht nachvollzogen: Die Gemeinden in Schwenningen und in den dort eingemeindeten Dörfern gehören nach wie vor zum Dekanat Rottweil, während die villinger Gemeinden zum Dekanat Schwarzwald-Baar gehören.   

## Aufgaben
Das Dekanat erledigt als „mittlere Ebene“ zwischen der Diözese Rottenburg-Stuttgart und den Kirchengemeinden drei Aufgaben: Es unterstützt die Kirchengemeinden des Dekanats in ihrem pastoralen Auftrag, vertritt die katholische Kirche in regionalen Belangen der Gesellschaft und Kultur und vermittelt die Anliegen des Bischofs.

## Gliederung
- Seelsorgeeinheit 1 (Neckar-Baar)[4]
Gemeinden: St. Georg (mit St. Anna) in Mühlhausen – St. Franziskus und Mariä Himmelfahrt in Schwenningen – St. Otmar in Weigheim – Kroatische Gemeinde in Schwenningen
- Seelsorgeeinheit 2 (Deißlingen-Lauffen)[5]
Gemeinden: St. Laurentius in Deißlingen – St. Georg in Lauffen ob Rottweil
- Seelsorgeeinheit 3 (Zimmern ob Rottweil)[6]
Gemeinden: St. Martin in Horgen – St. Leodegar in Stetten ob Rottweil – St. Konrad  in Zimmern ob Rottweil
- Seelsorgeeinheit 4 (in Rottweil)
Gemeinden: St. Maria in Hausen[7] – Italienische Gemeinde in Rottweil – Kroatische Gemeinde in Rottweil – Polnische Gemeinde in Rottweil[8] – Auferstehung Christi in Rottweil – Heilig Kreuz in Rottweil[9]
- Seelsorgeeinheit 5 (in Rottweil und Wellendingen)
Gemeinden: St. Michael in Feckenhausen – St. Franziskus in Göllsdorf – St. Dionysius in Neufra – St. Pelagius in Rottweil – St. Ulrich in Wellendingen[10] – St. Gallus in Wilflingen – St. Nikolaus in Zepfenhan
- Seelsorgeeinheit 6A (Schramberg-Lauterbach)
Gemeinden: St. Michael in Lauterbach – St. Maria und Heilig Geist in Schramberg
- Seelsorgeeinheit 6B
Gemeinden: St. Georg in Hardt – St. Markus in Mariazell – St. Laurentius in Sulgen[11]
- Seelsorgeeinheit 7 (Eschach-Neckar)
Gemeinden: St. Wendelinus in Bösingen – St. Martinus in Dunningen – St. Jakobus in Herrenzimmern – St. Johannes Baptist in Lackendorf (Filialkirchengemeinde) – St. Georg in Seedorf – St. Gallus in Villingendorf
- Seelsorgeeinheit 8 (Dietingen)[12]
Gemeinden: St. Silvester in Böhringen – St. Nikolaus in Dietingen – St. Petrus und Paulus in Gößlingen – St. Martinus in Irslingen
- Seelsorgeeinheit 9 (Aichhalden)[13]
Gemeinden: St. Michael in Aichhalden – St. Gallus in Heiligenbronn – St. Valentin in Waldmössingen – St. Mauritius in Winzeln
- Seelsorgeeinheit 10 (Raum Oberndorf)[14]
Gemeinden: St. Silvester in Altoberndorf – St. Urban in Beffendorf – St. Mauritius in Bochingen – St. Remigius in Epfendorf – St. Michael in Harthausen – St. Otmar in Hochmössingen – St. Michael in Oberndorf – Mariä Heimsuchung in Talhausen (Filialkirchengemeinde)
- Seelsorgeeinheit 11 (St. Jakobus Sulz – Dornhan)
Gemeinden: St. Konrad in Bettenhausen (Filialkirchengemeinde) – Heilig Kreuz in Dornhan – St. Stephanus in Leinstetten – St. Johannes Evangelist in Sulz am Neckar[15]